# Pijaššili
Pijaššili, znan tudi kot Šarri-Kušuh, je bil hetitski princ in srednji sin kralja Šupiluliume I., mlajši od Arnuvande I.  in starejši od Šupiluliumovega naslednika Muršilija II. in morda tudi od nesrečnega Zananze. Od okoli 1321 pr. n. št. do smrti je bil kralj Karkemiša, * ni znano, † okoli 1315 pr. n. št.
Po Šupiluliumovi sklenitvi mirovnega sporazuma s Šattivazo, sinom mitanskega kralja Tušratte,  in poroko z eno od njegovih hčera, je z vojsko vdrl v Mitani in na prestol posadil Šattivazo. Po hetitskih virih sta Pijaššili in Šattivaza pri Karkemišu prečila Evfrat in napredovala proti Irriduju, ki je bil že na hurijskem ozemlju. Po osvojitvi Irirduja in  Harrana sta prodirala proti vzhodu proti Vašukaniju in morda zasedla tudi mitansko prestolnico Taite. 

## Življenjepis
Ko je mitanski kralj Šattivaza postal hetitski vazal, je dal Šupiluliuma Pijaššiliju hurijsko ime Šarri-Kušuh in ozemlje Aštate z mesti Ekalte, Ahuna in Terka, ter  Karkemiš, ki je pred tem pripadal Mitaniju. To pomeni, da je ozemlje Mitanija zahodno od Evfrata prišlo pod neposredno hetitsko oblast pod kraljem Pijaššilijem. 
Ko so Egipčani napadli Kadeš, jih je Šupiluliuma oblegal in osvojil mesto. Prebivalce je izselil in Pijaššiliju prepustil tudi upravljanje Kadeša. Pijaššili se je kot Šarri-Kušuh udeležil Muršilijevega pohoda na Arzavo okoli leta 1320 pr. n. št. in se nato vrnil v Karkemiš.
Pred devetim letom vladanja Muršilija II. je zbolel in umrl. Po njegovi smrti je v Kadešu in Nuhaššeju izbruhnil upor. Po zadušitvi upora je Muršili II. za karkemiškega kralja imenoval Pijaššilijevega sina in svojega nečaka Šahurunuvo.

## Sklic
1. ↑  Šuppiluliuma–Shattiwaza treaty, § 13.

## Vir
- Jörg Klinger: Die Hethiter. Beck, München 2007, ISBN 3-406-53625-5, str. 58 f.

| Pijaššili Rojen: ni znano Umrl: okoli 1315 pr. n. št. |                                            |                       |
| Vladarski nazivi                                      |                                            |                       |
| Predhodnik: -                                         | Kralj Karkemiša okoli 1321-1309 pr. n. št. | Naslednik: Šahurunuva |